# Rupert maci varázslatos világa
A Rupert maci varázslatos világa (eredeti cím: Rupert Bear, Follow the Magic...) brit televíziós 3D-s számítógépes animációs sorozat. Az Egyesült Királyságban a Milkshake vetítette. Magyarországon először az RTL Klub sugározta, utána a Minimax adta le, majd az M2 is műsorra tűzte.

## Ismertető
A történet Rupert maciról és a barátairól szól, akiknek a sorozatban a varázslatos meséik kísérhetőek végig.

## Szereplők
- Rupert maci – A kedves maci, aki a sorozat főhőse, szereti a mindennapos, valamint izgalmas kalandozást, gyakran elviszi kalandozni a barátait is, van egy autója is Bruce.
- Ping Pong – A bűvös képességű kutyalány.
- Miranda – A szép, valamint szeszélyes sellő.
- Freddy és Freda – A két csintalan róka, akik ikrek.
- Ming – Ping Pong bébisárkánya.
- Edward – A félénk elefánt.
- Bill – A barátságot kedvelő borz.
- Rongyoska – Az ifjú famanó.

## Magyar hangok
- Szokol Péter – Rupert
- Roatis Andrea – Ping Pong
- Seder Gábor – Bill
- Molnár Levente – Rongyoska
- Haffner Anikó – Miranda
- F. Nagy Erika – Fredda
- Bodrogi Attila – Edward

## Epizódok
| #            | Magyar cím              | Eredeti cím                       |
| ------------ | ----------------------- | --------------------------------- |
|              |                         |                                   |
| ELSŐ ÉVAD    |                         |                                   |
|              |                         |                                   |
| 01.          | Egy kis vad motorozás   | Rupert's Wild Scooter Ride        |
|              |                         |                                   |
| 02.          | Mélytengeri kaland      | Rupert's Undersea Adventure       |
|              |                         |                                   |
| 03.          | A fészeképítés          | Rupert Builds a Nest              |
|              |                         |                                   |
| 04.          | A csillaglány           | Rupert and the Stargirl           |
|              |                         |                                   |
| 05.          | A felhő-juhász          | Rupert and the Cloud Shepherd     |
|              |                         |                                   |
| 06.          | A varázsszőnyeg         | Rupert and the Magic Carpet       |
|              |                         |                                   |
| 07.          | A szemtelen hapci       | Rupert and the Cheeky Sneeze      |
|              |                         |                                   |
| 08.          | A homokvárépítő verseny | Rupert and the Special Sandcastle |
|              |                         |                                   |
| 09.          | Az óriás molylepke      | Rupert and the Magic Lantern      |
|              |                         |                                   |
| 10.          | Kincsvadászat           | Rupert's Treasure Hunt            |
|              |                         |                                   |
| 11.          | Sajtból van a hold      | Rupert Files to Cheddar Moon      |
|              |                         |                                   |
| 12.          | A tojásverseny          | Rupert and the Giant Egg Race     |
|              |                         |                                   |
| 13.          | A csodaautó             | Rupert's Magic Car                |
|              |                         |                                   |
| MÁSODIK ÉVAD |                         |                                   |
|              |                         |                                   |
| 14.          | A szokatlan szülinap    | Rupert and the Unusual Birthday   |
|              |                         |                                   |
| 15.          | A szivárvány            | Rupert and the Rainbow            |
|              |                         |                                   |
| 16.          | A játékkatonák          | Rupert and the Toy Soldiers       |
|              |                         |                                   |
| 17.          | A napraforgó            | Rupert and the Giant Sunflower    |
|              |                         |                                   |
| 18.          | A kakukkos óra          | Rupert and the Cuckoo Clock       |
|              |                         |                                   |
| 19.          | Varázskönyvek           | Rupert and the Magic Books        |
|              |                         |                                   |
| 20.          | A rakoncátlan dzsinn    | Rupert and The Mischievous Genie  |
|              |                         |                                   |
| 21.          | A madárijesztő          | Rupert and the Scarecrow          |
|              |                         |                                   |
| 22.          | A polip kertje          | Rupert and the Octopus's Garden   |
|              |                         |                                   |
| 23.          | A kincsesláda           | Rupert and the Treasure Chest     |
|              |                         |                                   |
| 24.          | A varázslás bemutató    | Rupert and the Magic Show         |
|              |                         |                                   |
| 25.          | Hová tűnt a zene?       | Rupert and the Missing Music      |
|              |                         |                                   |
| 26.          | Az időjáráscsináló-gép  | Rupert and the Weather Machine    |